# 吳民凡
吳民凡（1985年11月17日—），台灣模特兒、演員、品牌設計師。2004年men's uno男模大賽20強；2008年代表台灣參加men's uno吾形吾塑超級新生型男上海總決賽亞太區第二名。

## 影视作品

### 電視劇
- 2012年《結婚不結婚》飾 紀杰
- 2015年《星座愛情水瓶女》飾 傅柏松
- 2016年《找到》飾 陳浩然
- 2018年《生死接線員》飾 書強父親